# مورد لبه‌ای
یک مورد لبه‌ای مشکل یا وضعیتی است که تنها به ازای مقادیر مفرط (حداکثر یا حداقل) یک پارامتر رخ می‌دهد. به عنوان مثال، بلندگوی استریو ممکن است هنگام پخش با حداکثر صدا، حتی در غیاب هر گونه تنظیمات یا شرایط دیگر، صدا را بپیچاند و از شکل طبیعی خارج کند. 
یک مورد لبه‌ای می تواند منتظره یا غیر منتظره باشد. در مهندسی، فرایند برنامه‌ریزی برای کنترل مورد لبه‌ای میتواند یک کار مهم باشد، ولی در عین حال این کار ممکن است نادیده گرفته یا ارزش آن کم انگاشته شود. 
موردهای لبه‌ای غیرجزئی ممکن است منجر به شکست یا خرابی شئی شود. این موارد ممکن است در مرحله طراحی پیش بینی نشده باشند و ممکن است در استفاده عادی از این شیء غیرممکن انگاشته شوند. به همین دلیل، استانداردهای خوب مهندسی اغلب شامل اطلاعات مربوط به موارد لبه‌ای نیز هست. 

## مهندسی نرم‌افزار
در برنامه‌نویسی، یک مورد لبه‌ای به طور معمول شامل مقادیر ورودی یک الگوریتم است که نیاز به پردازش ویژه دارد. به منظور تایید رفتار برنامه‌های کامپیوتری در چنین مواردی، معمولاً آزمایش‌های واحد ایجاد می شود که شرایط مرزی یک الگوریتم، رویه یا اسلوب را آزمایش می‌کنند. با این فرض که اگر برنامه در موردهای لبه‌ای به درستی کار کند در همه موارد نیز به درستی کار می‌کند، می‌توان از مجموعه‌ای از موردهای لبه‌ای در اطراف هر "مرز" استفاده کرد تا پوشش مناسب و اعتماد به نفس لازم برای استفاده از برنامه را به دست آورد. 
برای مثال، یک تابع که دو عدد را تقسیم می کند ممکن است با استفاده از اعداد بسیار زیاد و بسیار کوچک آزمایش شود. در این آزمایش فرض می شود که اگر تابع برای هر دو انتهای طیف اعداد کار کند، باید برای مقادیر بین آن‌ها نیز کار کند. 

## همچنین نگاه کنید
- مهندسی حقوقی
- تست فازی
- آزمایش تصادفی